# Jaane Bhi Do Yaaro
 Jaane Bhi Do Yaaro  (Hindi: जाने भी दो यारों, jāne bhī do yāroṃ) ist eine indische Filmsatire von Kundan Shah aus dem Jahr 1983. Der im Stil einer Slapstick-Komödie gehaltene Film hat die allgegenwärtige Korruption in der indischen Politik, Verwaltung, Geschäftswelt und Medien zum Thema.

## Handlung
Die talentierten Fotografen Vinod Chopra und Sudhir Mishra eröffnen in Bombay ihr eigenes Fotostudio. Sie werden jedoch von einem Konkurrenten sabotiert, so dass niemand zur Eröffnungsfeier kommt und sie drei Monate lang keinen einzigen Kunden haben. Ihren ersten Auftrag bekommen sie dann unverhofft von Shobha Sen, der Herausgeberin eines Enthüllungsmagazins über das Leben der Reichen und Schönen. Sie sollen die Geschäfte zwischen dem skrupellosen Bauunternehmer Tarneja und dem korrupten städtischen Baubeauftragten („municipal commissioner“) D’Mello fotografisch dokumentieren. Dabei finden sie heraus, dass auch Tarnejas Konkurrent Ahuja in einer Art Bestechungswettkampf um den Zuschlag bei Ausschreibungen um die Gunst D’Mellos buhlt.
Neben ihrer Arbeit für Shobha machen Vinod und Sudhir auch Aufnahmen für einen ORWO-Fotowettbewerb. Auf einem Bild entdecken sie in einer Reflexion nach dem Vergrößern, wie Tarneja gerade einen Mann erschießt. Als beide nachts noch einmal zum Ort der Aufnahme im „Antonioni Park“ kommen, finden sie die Leiche hinter einem Busch. Über ihren ersten Schreck laufen sie davon und müssen bei ihrer Rückkehr zum Fundort feststellen, dass die Leiche nicht mehr da ist. Sie finden nur noch einen Manschettenknopf.
Einige Zeit später besuchen Vinod und Sudhir die Einweihung einer von Tarneja gebauten Brücke, die dem verstorbenen D’Mello gewidmet ist, der von seinem Nachfolger Srivastav in einer Rede gewürdigt wird. Sudhir findet an der Brücke einen Manschettenknopf, der sich als das Gegenstück zu dem im Park gefundenen herausstellt. Für die Fotografen steht das Verschwinden D’Mellos nun im Zusammenhang mit dem Bau der Brücke, deren Zuschlag D’Mello nach einer Doppelbestechung durch beide Baukonkurrenten eigentlich dem ständig betrunkenen Ahuja versprochen hatte. In der Nacht graben Vinod und Sudhir an der Brücke einen Sarg aus, in dem sich der tote D’Mello befindet, und machen einige Fotos, um die Machenschaften Tarnejas damit zu enttarnen. Unbemerkt von ihnen rollt der Sarg mit der Leiche fort und wird zufällig von dem sturzbetrunkenen Ahuja entdeckt, der sich mit dem Toten anfreundet und ihn in sein Gästehaus einlädt und mitnimmt.
Am nächsten Tag ist die mit billigstem Material gebaute Brücke eingestürzt. Shobha wird von ihren Fotografen über den Mord an D’Mello informiert und ihr Enthüllungsehrgeiz wandelt sich unter dem Eindruck aller neuen Informationen zum Entsetzen von Vinod und Sudhir in einen Plan zur Erpressung Tarnejas. Bei dem verabredeten Treffen in Tarnejas Haus explodiert eine von dessen Assistenten Ashok gebaute Bombe zu spät. Der Verbleib der Leiche wird durch den hinzukommenden Ahuja bekannt. In der allgemeinen Verwirrung entsteht eine Verfolgungsjagd aller Beteiligten um D’Mellos Leiche. Vinod und Sudhir, die den Mord an D’Mello beweisen wollen, fliehen mit der Leiche in ein Theater, in dem gerade eine Vorstellung einer Szene aus dem Mahabharata gegeben wird – eine bekannte Würfelspielszene, in der der Pandava Yudhishthira  seinen ganzen Besitz und zuletzt die Prinzessin Draupadi an die Kauravas verliert.
Verkleidet als Draupadi wird der tote D’Mello in der Szene, in der Duhshasana – der zweitälteste der Kaurava-Brüder – Draupadi enthüllen soll, als erster mit auf die Bühne gezogen. Nach und nach werden die eigentlichen Schauspieler der Mahabharata-Figuren durch die Streiter um die Leiche ersetzt und die Geschichte um die Enthüllung Draupadis wird zur Belustigung des Publikums in ihr Gegenteil des Verhüllthaltens Draupadis verkehrt.
Am Ende erscheinen Polizisten, denen Vinod und Sudhir die Beweislage darstellen, um die Festnahme Tarnejas erreichen. Doch Tarneja, Ahuja, Shobha und Srivastav verabreden sich, den Brückeneinsturz und den Mord den Fotografen anzuhängen. Srivastav lässt Vinod und Sudhir durch die Polizisten festnehmen. In der Schlussszene laufen beide noch in Gefängniskleidung durch Bombay.

## Hintergrund
An der Filmproduktion waren neben den Darstellern zahlreiche weitere Absolventen des Film and Television Institute of India beteiligt: Sudhir Mishra und Renu Saluja standen Kundan Shah als Regieassistenten zur Seite. Die Dialogautoren waren Ranjit Kapoor und Satish Kaushik. Vidhu Vinod Chopra spielte in der Mahabharata-Szene den Kaurava Duhshasana und einen kritischen Interviewer Tarnejas anlässlich der Brückeneinweihung. Der Film wurde mit dem geringen Budget von etwa 700.000 Rupien gedreht.
Nicht nur die Namen der beiden Hauptdarsteller – Vinod Chopra and Sudhir Mishra – nehmen Bezug auf die gleichnamigen Filmbeteiligten, auch die anderen Filmfiguren beziehen sich auf reale Bombayer Persönlichkeiten der 1980er Jahre. Die Bilder der zusammengestürzten Brücke sind echte Aufnahmen der Byculla Bridge in Bombay, die zusammenbrach kurz bevor der Film entstand. Die Figur des D’Mello bezieht sich auf den damaligen Polizeichef Julio Ribeiro, Tarneja und Ahuja sind Abbilder des Bautycoons Raheja und Shobha ist eine Anspielung auf Shobhaa De, die frühere Herausgeberin von Klatschmagazinen. Daneben bezieht sich der Film, indem die Aufnahmen des Mordes im (fiktiven) „Antonioni Park“ gemacht wurden, auf Michelangelo Antonionis Blow Up aus dem Jahre 1966. Das Code-Wort „Albert Pinto“ in einem konspirativen Telefongespräch zwischen Vinod Chopra und Ashok Namboodiripad bezieht sich auf die von Naseeruddin Shah gespielte gleichnamige Rolle in Saeed Akhtar Mirzas Albert Pinto Ko Gussa Kyon Aata Hai (1980). Zahlreiche Filmplakate des New Indian Cinema sind im Hintergrund des Films zu sehen, so von K. Balachanders Pyara Tarana (1982), Tanvir Ahmeds Chirutha (1980), Rabindra Dharmarajs Chakra (1981), Mani Kauls Uski Roti (1969), Kumar Shahanis Maya Darpan (1972), Muzaffar Alis Gaman (1978), Biplab Roy Choudhurys Shodh (1980) und anderen.

## Auszeichnungen
Bei den National Film Awards 1984 wurde der Regisseur Kundan Shah mit dem Indira Gandhi Award für das beste Regiedebüt ausgezeichnet. Ravi Baswani erhielt für seine Rolle des Sudhir einen Filmfare Award als bester Komiker.

## Kritiken
Außergewöhnliche Slapstick-Komödie, ein seit den frühen Filmen Kishore Kumars im indischen Film fast unbekanntes Genre.